# Seleção Equatoriana de Futebol Sub-17
A Seleção Equatoriana de Futebol Sub-17, também conhecida com Seleção Infantil de Futebol do Equador, é a equipe que representa o país na Copa do Mundo FIFA Sub-17 e no Sul-Americano Sub-17, e é controlada pela Federación Ecuatoriana de Fútbol.